# Salaire complet
Le salaire complet est une notion promue par des milieux libéraux pour désigner la totalité de la somme déboursée par un employeur, c'est-à-dire le salaire, plus les cotisations sociales tant patronales que salariales.
Le premier but est que les salariés prennent conscience de l'intégralité des prélèvements sur leur salaire, soit en France, près de la moitié du salaire complet. Le second but est de promouvoir la liberté en matière d'assurance retraite, maladie, chômage, etc. Il s'agirait donc d'abolir les monopoles existant en matière d'assurances sociales.

## lien externe
- Qu'est-ce que le salaire complet ?, Les Echos,